# Ilirjan Celibashi
Ilirjan Celibashi, né le 2 octobre 1969 à Çorovodë, est un homme politique albanais membre du Parti socialiste d'Albanie (PSSh). Il est ministre des Relations avec le Parlement entre 2013 et 2014.

## Biographie

### Jeunesse et formation
Après avoir obtenu en 1992 un diplôme de droit à l'université de Tirana, il est nommé juge de première instance dans le district de Fier, puis président du tribunal de première instance du district de Mallakastër. En 1998, il devient vice-ministre de la Sécurité publique pour trois ans. En effet en 2001, il est porté à la présidence de la commission électorale, poste qu'il conserve jusqu'en 2006.

### Débuts et ascension en politique
En 2013, il est élu député de la préfecture de Fier à l'Assemblée d'Albanie.

### Ministre des Relations avec le Parlement
À la suite des élections législatives du 23 juin 2013, remportées par le centre-gauche, il est nommé le 15 septembre suivant ministre des Relations avec le Parlement dans le gouvernement du Premier ministre socialiste Edi Rama. À sa demande, il est relevé de ses fonctions le 1er août 2014 ; la députée socialiste Ermonela Felaj est appelée à prendre sa succession.